# 科伊 (阿肯色州)
科伊（英語：Coy）是一個位於美國阿肯色州洛諾克縣的城鎮。

## 地理
科伊的座標為34°32′31″N 91°52′11″W / 34.54194°N 91.86972°W，而該地的平均海拔高度為66米（即217英尺）。

## 人口
根據2020年美國人口普查的數據，科伊的面積為1.74平方千米，皆為陸地。當地共有人口87人，而人口密度為每平方千米50人。